# Émile Masson
Émile Masson (Brest, 18 de julho de 1869 – Paris, 9 de fevereiro de 1923)  foi um intelectual e escritor bretão. Utilizou os pseudônimos de  Brenn, Ewan Gweznou e Ion Prigent.

## Publicações
- Yves Madec, professeur de collège, 1905
- Les rebelles, 1908
- Les Bretons et le Socialisme (Éditions Toullec et Geffroy 1912, apresentação e notas por Jean-Yves Guiomar, Paris, Maspéro, 1972.
- Les hommes illustres et leurs paroles inouïes, 1919
- L’Utopie des îles bienheureuses dans le Pacifique. Éditions Rieder 1921, Editions Caligrammes, 1984.

## Bibliografía
- Émile Masson, professeur de liberté (J. Didier Giraud et Marielle Giraud) Éditions Canope, 1991
- Émile Masson, prophète et rebelle (actes du colloque international de Pontivy, 26, 27 et 28 septembre 2003, sous la direction de J.-Didier et Marielle Giraud ; préface d'Edmond Hervé). Rennes : Presses universitaires de Rennes, 2005. 349 p.-[4] p. de pl., 23 cm. ISBN 2-7535-0058-4.